# .zm
.zm is het achtervoegsel van domeinnamen in Zambia. .zm-domeinnamen worden uitgegeven door ZAMNET, dat verantwoordelijk is voor het top level domain '.zm'.